# Merseburg
Merseburg és una ciutat al sud de l'estat alemany de Saxònia-Anhalt, al riu Saale, aproximadament 14 km al sud de Halle (Saale). És la capital del districte Saalekreis. Tenia una diòcesi fundada per l'arquebisbe Adalbert de Magdeburg. La Universitat de Merseburg es troba dins de la ciutat.

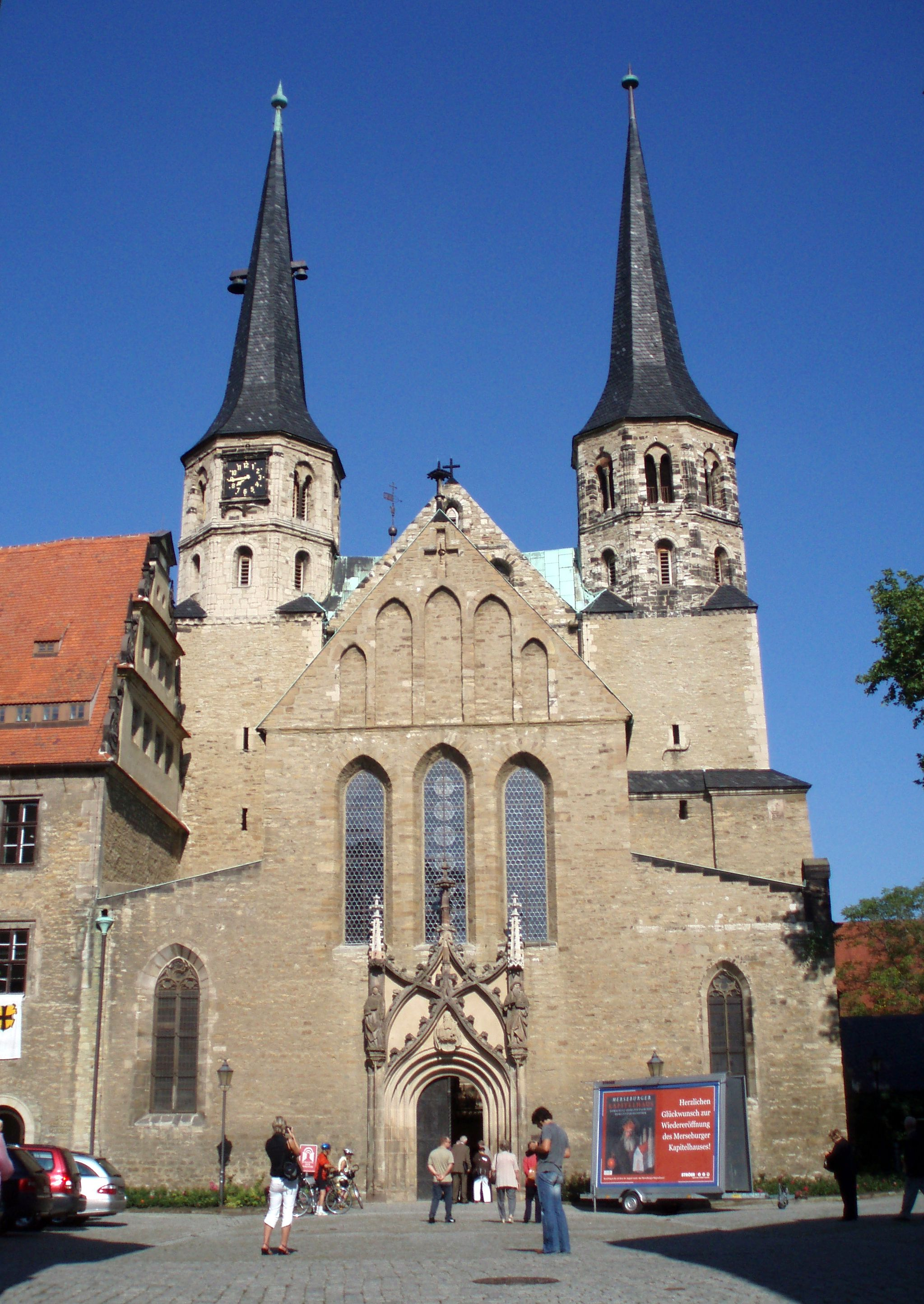
Catedral de Merseburg

Es compon de la ciutat pròpiament dita, i dels suburbis Altenburg i Neumarkt i un barri nou. En la seva part interior, que ofereix l'aspecte de ciutat antiga, s'hi troben un temple catòlic i cinc temples evangèlics, entre aquests la catedral restaurada 1884-86, l'arquitectura de la qual pertany a tres períodes: un el romànic pur, al qual s'ajusten el cor, la cripta i les torres (1042); una altra al període romànic de transició, en el que fou construïda la nau central (vers 1274), i el tercer al gòtic decadent, època de la qual data la façana. Conté els sepulcres de Rudolf de Suàbia i del bisbe Segimon de Lindenau, sent així mateix notable la reixa de pur estil gòtic i el gran orgue consagrat el 1666.
El castell de Merseburg, també d'estil gòtic, amb tres torres, fou primitivament construït per residència dels bisbes, i més tard serví de palau al govern de la regència. En els seus parcs hi ha els monuments de l'emperador Guillem I i del mariscal Friedrich Graf Kleist von Nollenforf.
Cal citar entra altres edificis de la vila, la Casa Consistorial i el Ständehaus, on se celebraven les assemblees dels Estats provincials. A Merseburg hi ha les autoritats administratives de la regència, tribunal i Capítol catedralici.
La indústria consisteix en fabricació de papers pintats, cartró, cuirs, maquinària, cigars, xicoira, cervesa, i pega.
Posseeix estació de les línies fèrries Berlín-Weissenfels, Meseburg-Mücheln i Meseburg-Schaffstadt.

## Història
La ciutat data de l'època carolíngia, havent-la eixamplat i fortificat Enric I d'Alemanya (dit l'Ocellaire). Fou residència dels marcgravis, des de 968 seu episcopal, i en els segles x i xi va pertànyer al reial Palatinat. Durant la Guerra dels camperols (1525), i especialment en la dels Trenta Anys, la ciutat fou molt vexada; el 1631 caigué en poder de Pappenheim, i el 1632 tornà de nou al poder de l'emperador. El 1636 el suecs la incendiaren. El 1813 els prussians, comandats per Lobethal, aconseguiren a la vora de Merseburg una victòria contra una part de l'exèrcit francès que comandava MacDonald.

## Curiositats
En aquesta ciutat el 1705 Pantaleon Hebenstreit (1668-1750) construí el seu aparell anomenat Pantaleón, que en aquell moment fou una revolució, i que anà perdent actualitat a mesura que es perfeccionà el pianoforte.

## Geografia antiga

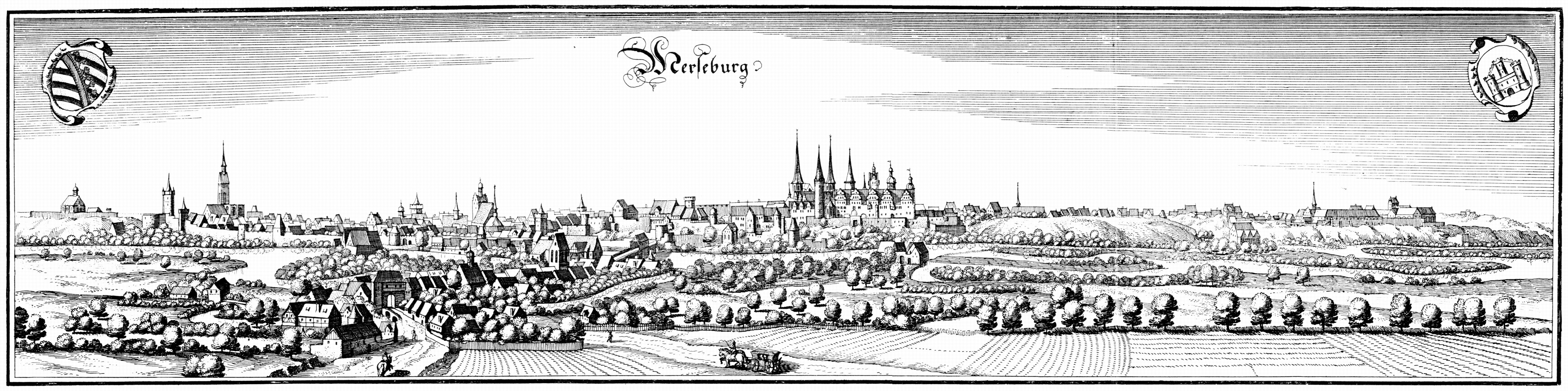
Mapa antic de Merseburg

Marcgraviat situat entre els rius Saale i el Mulde, i que en un principi constituïa, una part de la Marca de Turíngia, en què el duc saxó Otto, vers el 900 eixamplà fins lElba. A Meserburg tenia la seva residència el comte Erwin, pare polític d'Enric I. La Marca de Turíngia, reorganitzada per Geró el 940 es dividí a la mort d'aquest el 20 de maig de 965 en tres Marques.: la regió al voltant de Merseburg (660 km.2) correspongué ela nou bisbat que Otto I (968) fundà en honor de Sant Llorenç i el va sotmetre a l'arquebisbat de Magdeburg. El primer bisbe, Bosó (m. el 970), treballà per a la conversió dels wends en la regió de Zeitz. 

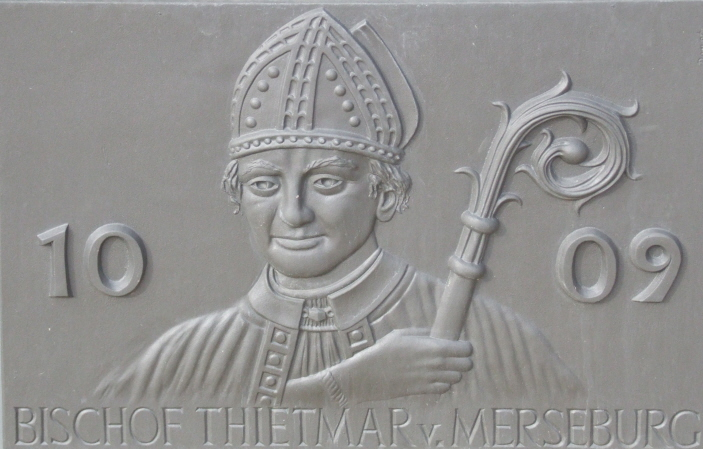
Gravat del bisbe Tietmaro

 En ser el seu successor Giseler (981) nomenat arquebisbe de Magdeburg, la diòcesi de Magdeburg fou suprimida i repartida la seva jurisdicció en les diòcesis de Magdeburg, Halberstadt, Meissen i Zeitz. El rei Enric II la restablí. Entre els seus bisbes es digne de menció Tietmaro de Merseburg (1009-1019). En temps del duc August de Saxònia (1544-48) introduí la Reforma, i el 1561, en virtut d'una capitulació, l'administració del bisbat passà a poder del príncep elector, al que fou adjudicada també en virtut de la Pau de Westfàlia. Christian I, fill del príncep elector Johann Georg, rebé per disposició testamentaria del seu pare (1657) el Niederlansitz, els senyorius de Dobrilugk i Zörbig, sent ensems el fundador de la línia Saxònia-Merseburg, que s'extingí el 1736 en la persona del duc Enric. Des d'aquesta data el bisbat de Merseburg fou una porció de Saxònia, fins que en virtut del Congrés de Viena (1815), unes tres quartes parts d'aquest li tocaren a Prússia, i des de llavors forma el cercle de Merseburg.

## Dieta de Merseburg
Canut V, després de ser derrotat per Sven III a la guerra Civil Danesa, com a vassall de l'imperi va demanar la intervenció al rei alemany, que va ordenar a tots dos reis que es trobessin amb ell a Merseburg. La reunió de maig de 1152 Frederic I d'Alemanya, i que donà gran prestigi a la monarquia. En aquesta Dieta es reconegué a Svend III com a rei de Dinamarca, amb la condició que al seu rival Canut V li concedís la Selàndia, donant, a més, un principat a Valdemar I, fill de Canut Lavard, que havia mort assassinat per Magnus el Fort. El mateix Frederic I, signà un tractat prometent-li que l'auxiliaria en la conquesta dels territoris que li havien estat cedits en la Borgonya.